# Latte brulè
Il latte brulè (lat brulè in romagnolo) è un dolce al cucchiaio tradizionale della Romagna dall'aspetto di un budino a base di latte, zucchero e uova,  aromatizzato con la vaniglia.

## Preparazione
È ottenuto da una lunga cottura in pentola a fuoco basso del latte insieme alla vaniglia, fino a quando il volume del liquido non si dimezza. Successivamente si uniscono i tuorli sbattuti e lo zucchero, fino a realizzare un composto omogeneo. Il caramello conferisce al dolce un colore scuro e un sapore leggermente amaro. Si versa il caramello nel fondo dello stampo e sopra il composto di tuorli, latte e zucchero. Si utilizza uno stampo che conferisca al dolce la caratteristica forma col buco al centro.
Viene cotto a bagnomaria in forno, quindi lo stampo viene capovolto; il dolce viene servito freddo.
È attestato nel ricettario La scienza in cucina e l'arte di mangiar bene di Pellegrino Artusi con la ricetta n. 692 e viene presentato come tipico del mese di aprile. A differenza delle versioni più moderne che a volte prevedono l'uso dei soli tuorli, secondo Artusi questo dolce contiene anche albumi.
Inoltre, il dolce veniva tipicamente servito durante grandi occasioni, come i festeggiamenti dei sacramenti e generalmente consumato dalle famiglie più abbienti.
È inserito nell'elenco regionale dei Prodotti agroalimentari tradizionali emiliani e romagnoli.

## Prodotti simili
Il latte brulè non va confuso con altri dolci al cucchiaio, con i quali presenta analogie e differenze dovute al nome o all'aspetto:
- la crème brûlée in cui, a differenza del latte brulè, lo strato di caramello ha una consistenza solida, la crema è a base di panna e utilizza scorza di limone[8] Un'ulteriore differenza è data dal fatto che, al momento di essere servita, la crème brûlée viene cosparsa di zucchero, il quale viene caramellato utilizzando una torcia a gas da cucina o un disco di ferro rovente;
- la crème caramel, che si distingue dal latte brulè perché nella fase iniziale il latte non viene cotto a lungo fino a dimezzare il proprio volume, e viene utilizzata la scorza di limone. Inoltre, il latte brulè viene cotto in un unico stampo caratterizzato dal buco al centro, mentre la crème caramel può essere posta anche in svariati stampini singoli prima di essere lasciata rassodare[1][8];
- Artusi cita due dolci simili al latte brulè per quanto riguarda preparazione ed ingredienti, ovvero il latte alla portoghese e il latteruolo[9]. Il primo si distingue dal latte brulè per lo zucchero fuso ma non bruciato e per l'eventuale aggiunta, oltre alla vaniglia, di coriandolo o caffè. Il latteruolo, invece, differisce dal latte brulè per l'eventuale aggiunta di aroma di noce moscata e per la cottura in forno all'interno di un involucro di pasta a base di acqua e farina chiamato da Artusi “pasta matta n.153”[9][10].